# 瓦連季伊夫
50°57′46″N 32°5′12″E / 50.96278°N 32.08667°E
瓦連季伊夫（烏克蘭語：Валентіїв），是烏克蘭北部的村莊，隸屬切爾尼希夫州的尼任區。該村始建於1800年，面積0.45平方公里，海拔高度124米，2001年人口97，人口密度每平方公里213.66人。